# کی‌سی‌سی کورپوریشن
کی‌سی‌سی کورپوریشن (به انگلیسی: KCC Corporation) شرکتی کره‌ای و فعال در حوزه رنگ و پوشش‌های سطحی و قطعات خودرو است است. این شرکت در سال ۱۹۵۸ تأسیس و دفتر مرکزی آن در سئول کره جنوبی واقع است.